# Inger Eriksdotter
Inger Eriksdotter (vers. 1100–1157) est l'épouse d' Asser Rig,  jarl danois du Sjælland dans l' île de Seeland dans l'actuel royaume de Danemark.

## Contexte
Le père d'Inger est réputé avoir été le Jarl Eric. Sa mère la princesse Cécilia Knudsdatter, fille du roi Knud IV de Danemark et d'Adèle de Flandre.
Inger et Asser résident à Fjenneslevlille et batissent l'église de Fjenneslev. Elle donne à son époux plusieurs enfants : Absalon, futur Archevêque de Lund, Esbern Snare et Ingefred Assersdatter.
Inger est inhumée dans l'Abbaye de Sorø vers 1157.